# Back to Basics Tour
Il Back To Basics Tour è una tournée mondiale intrapresa tra il 2006 e il 2008 dalla cantante statunitense Christina Aguilera a sostegno del suo terzo album in studio, Back to Basics (2006).
Il Back To Basics Tour ha incassato solo negli Stati Uniti 32 milioni di dollari ed ha incassato in totale oltre 75 milioni di dollari in tutto il mondo, con oltre 80 spettacoli.

## Informazioni sul tour

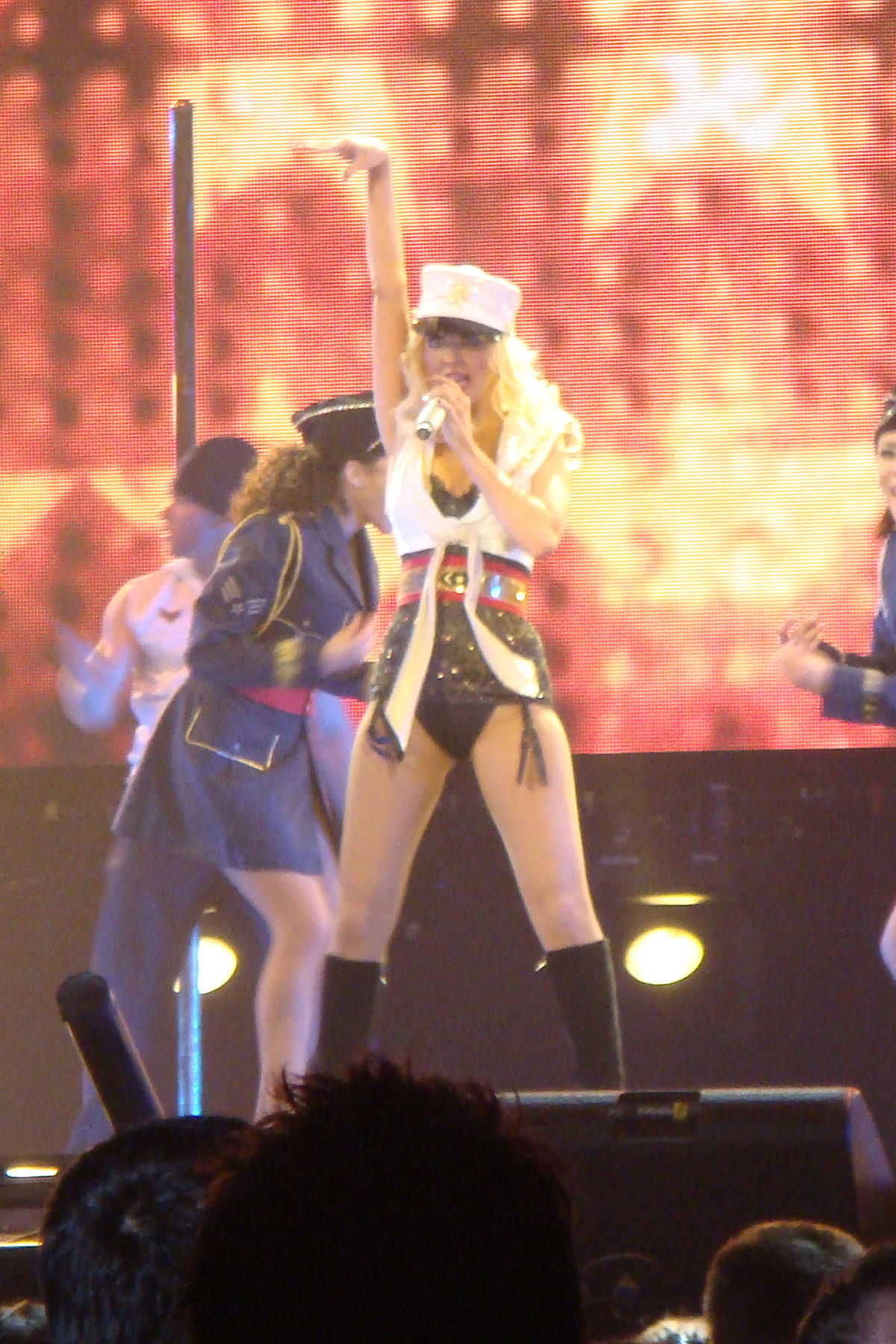
Candyman durante il Back to Basics Tour

Il tour partì da Sheffield (Regno Unito) il 17 novembre 2006, e Christina visitò dapprima l'Europa.
Proseguì con concerti negli Stati Uniti e in Canada, per poi approdare in Asia. L'Aguilera si esibì per la prima volta in Cina, Corea del Sud, Thailandia e Filippine.
Christina tenne nove concerti in Australia nel luglio 2007, dove il tour si concluse a Melbourne.
Furono cancellati quattro concerti tra Australia e Nuova Zelanda.
Il tour fu interrotto dopo le tappe australiane a causa della gravidanza della Aguilera. Riprese nell'ottobre 2008 dove giunse alla conclusione definitiva.
Il pubblico più numeroso fu al concerto di Manila (Filippine), con oltre 40.000 spettatori.
Il Back To Basics Tour fu il tour di un'artista femminile più proficuo del 2006-2007, superando anche la tournée mondiale The Beyonce Experience Tour di Beyoncé, guadagnando circa 100 milioni di dollari.
Il direttore artistico del tour fu Jamie King, già al fianco di Christina per lo Stripped World Tour, nonché collaboratore di Madonna.
Tra gli artisti che aprirono i concerti per Christina ci furono il DJ Bob Sinclar in Europa e le girlband Pussycat Dolls e Danity Kane in America.

## Sinossi del concerto
In ogni concerto, Christina cambia 13 abiti, tutti rigorosamente in stile rétro. Il concerto è diviso in tre sezioni più l'encore: Anni Venti, Duke Joint, Circus e l'Encore.
Lo show si apre con un video di introduzione, al termine del quale Christina appare in scena in cima ad una mastodontica scala, con indosso un frac, una bombetta e un boa bianchi per eseguire Ain't No Other Man. Durante il brano è presente anche una band di fiati e i ballerini, anch'essi vestiti di bianco. Il secondo brano è Back in the Day, eseguito con immagini di cantanti jazz e soul sullo schermo, come per esempio Marvin Gaye, Louis Armstrong e John Coltrane. Seguono Understand e una versione salsa di Come on Over Baby (All I Want Is You). Un cambio d'abito e si passa alla performance di Slow Down Baby, per poi eseguire Still Dirty in abiti che ricordano l'era Stripped, mentre sullo schermo appaiono dei giornali con le scritte "Christina passa da sporca a pudica" e "Christina pulisce il suo atto". 

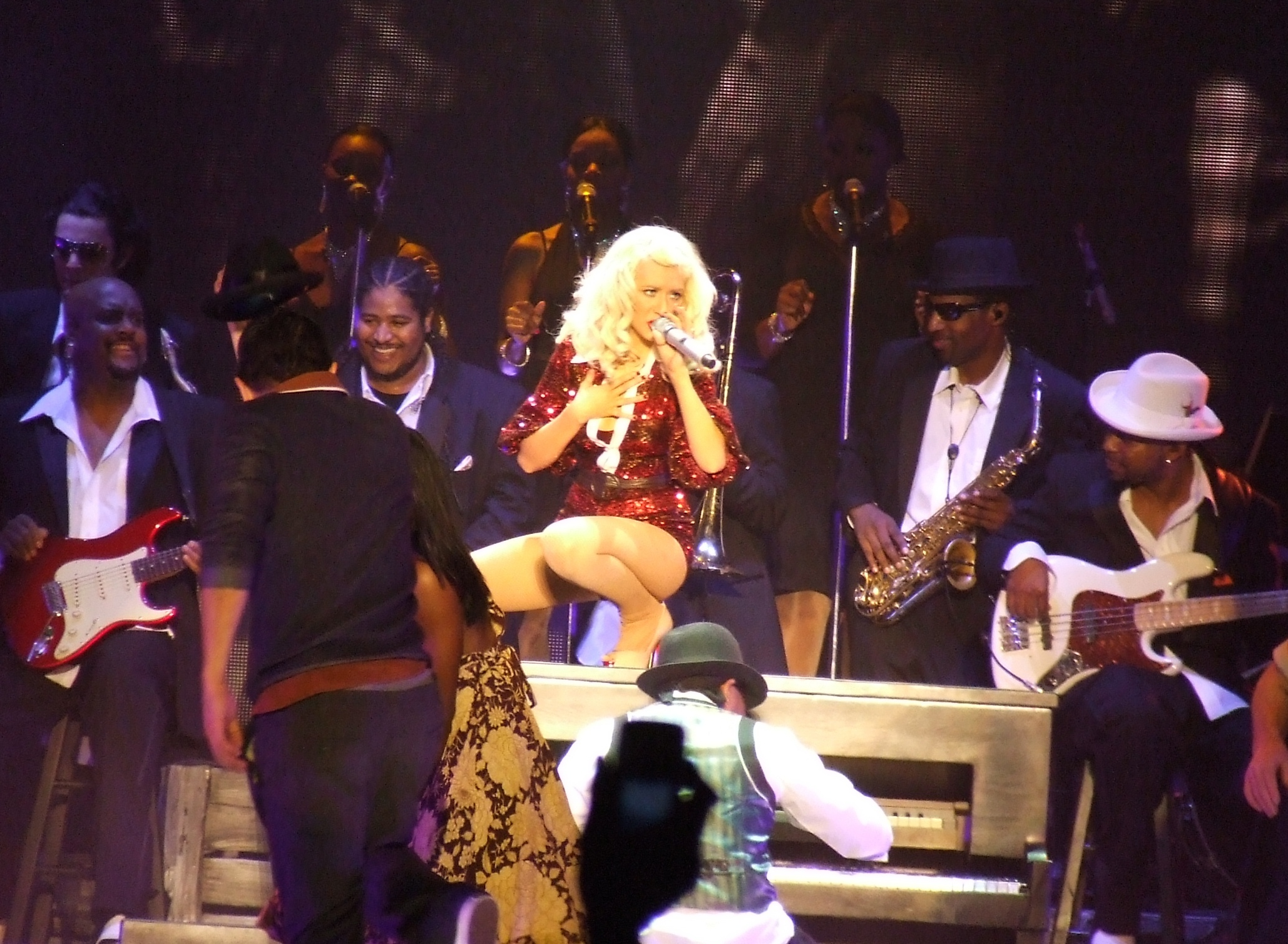
Christina Aguilera nella sezione Juke Joint

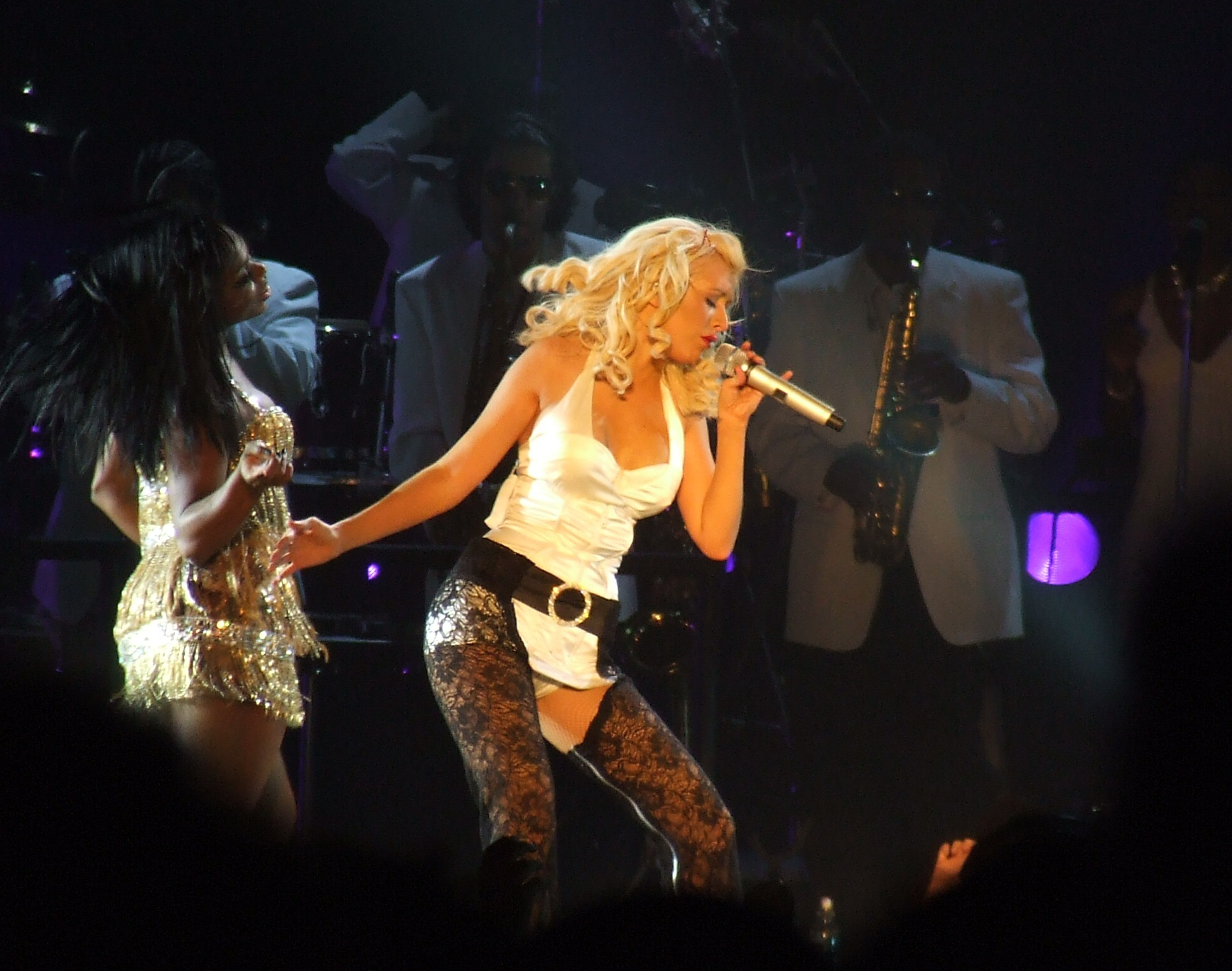
La Aguilera interpreta Still Dirrty in un outfit che rimanda all'era Stripped

Il palco si trasforma poi in un Duke Joint anni quaranta, un sordido ritrovo per musicisti e ballerini. Dopo un erotico video interludio chiamato I Got Trouble, la Aguilera emerge per mezzo di un Lift sopra un pianoforte, con indosso un lungo soprabito rosso luccicante e cantando Makes Me Wanna Pray insieme a un coro gospel. Arriva poi una nuova versione di What a Girl Wants in chiave reggae. I ballerini scompaiono lasciando Christina sola sul palco per cantare uno dei brani più personali dell'album, Oh Mother, che chiude la sezione.

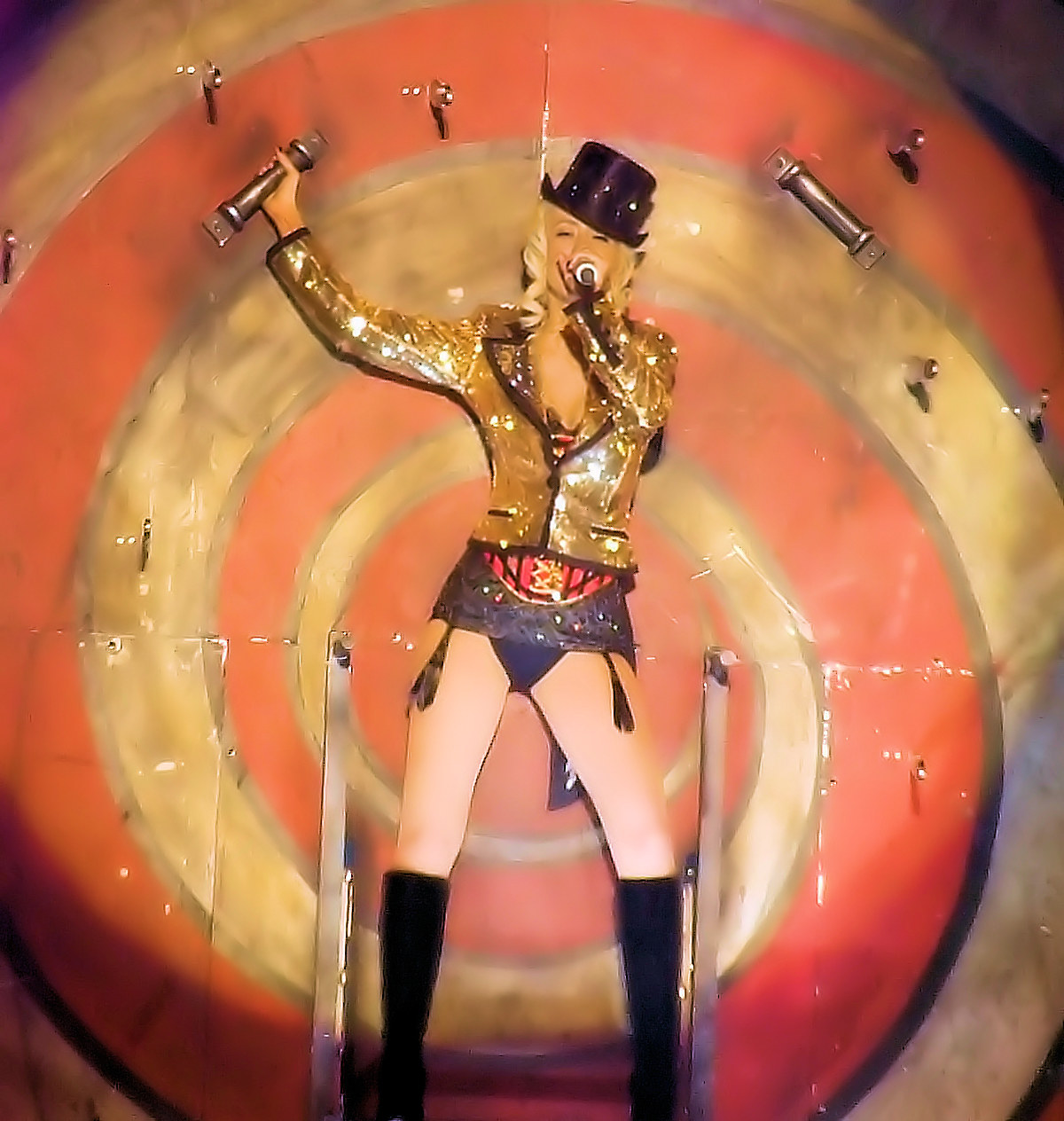
Christina Aguilera interpreta Welcome

Il terzo e ultimo atto comincia con veri e propri numeri da circo, con i ballerini vestiti da giocolieri, trampolieri, mangiatori di fuoco e trapeziste. Un ballerino in gilet sui trampoli recita in playback una suggestiva poesia ispirata all'arte circense, al termine della quale si assiste all'apparizione in scena della cantante,  aggrappata al bersaglio per il tiro dei coltelli circondato da fuoco artificiale, con una tuba nera sulle ventitré, un gilet dorato, shorts neri e stivali altissimi. Scende dal bersaglio e canta Welcome, circondata dai ballerini, quindi si siede su un trapezio. Segue una nuova versione di Dirrty, con la Aguilera che cavalca un cavallino delle giostre. Comincia un coro ispirato ai militari mentre i ballerini maschi entrano in scena, per poi dare inizio alla performance di Candyman, caratterizzata da dei look stile anni '40 simili a quelli del video musicale.
Durante Nasty Naughty Boy invece, l'artista mostra al pubblico le sue "fantasie S&M" insieme a un uomo prelevato dal pubblico e portato sul palco. Christina Aguilera interpreta poi in tutta la sua estensione vocale la ballata Hurt mentre dall'alto cala una mezzaluna di cartapesta pitturata con un volto in arte circense, mentre la Aguilera siede su una pedana da circo. Lady Marmalade, cantata in una vivace coreografia e scenografia tutta piume, cilindri, lustrini e paillettes, scatena la folla.
Viene poi proiettato sui mega schermi un video dedicato ai fan sulla base di Thank You, versione scratch di Genie in a Bottle, che include pezzi tratti da tutti i video di Christina e dei filmati di suoi fan che a loro volta la ringraziano. L'encore comprende Beautiful, con la cantante da sola sul palco, e l'aggressiva Fighter per la quale invece viene raggiunta dai ballerini. Ad un vocalizzo della Aguilera, un'esplosione di coriandoli si riversa sul palcoscenico e lo show si conclude.
Nelle date del 2008, la scaletta venne notevolmente ridotta ma nell'encore vennero aggiunte le performance di un remix di Genie a Bottle chiamato Genie 2.0 e di Keeps Gettin' Better. Queste ultime due erano eseguite con uno stile futuristico e svariate artwork della cantante sullo schermo. Inoltre, il palco venne ridotto e vennero eliminati alcuni oggetti di scena, così come vennero cambiati anche i costumi, tranne il primo.

## Curiosità
- Durante il concerto di Filadelfia (USA), l'attore David Arquette apparve sul palco durante l'esecuzione di Nasty Naughty Boy
- Al concerto di Tampa (Florida), le Pussycat Dolls raggiunsero la Aguilera sul palco per cantare con lei Nasty Naughty Boy
- Al concerto di Los Angeles, Perez Hilton apparve per Nasty Naughty Boy
- Cristiano Ronaldo assistette al concerto di Manchester
- Furono visti anche dei reali ad assistere agli show di Christina Aguilera: durante il concerto di Singapore, il Sultano di Malaysia era nell'area VIP, e la nipote del Re di Thailandia assistette al concerto di Bangkok
- Il tennista Lleyton Hewitt era con la moglie ad uno dei concerti di Sydney

## Registrazioni
Lo spettacolare ed alto contenuto energetico show di Christina Aguilera è stato filmato a Sydney e Adelaide (Australia); assemblando il meglio dei due concerti si è ottenuto il DVD della durata di novanta minuti Back to Basics: Live and Down Under.
Nel gennaio 2008, una versione accorciata del concerto fu trasmessa da T4 in Gran Bretagna, mentre negli Stati Uniti fu trasmesso da VH1 poco dopo.
Lo show venne trasmesso in uno special televisivo da MTV anche in Italia.
Oh Mother, il quarto singolo estratto da Back to Basics, fu usato per promuovere il DVD. Il canale musicale tedesco VIVA trasmise come videoclip la canzone live dal Back To Basics Tour. La RCA pubblicò la versione live di Dirrty per Yahoo Videos, mentre il canale televisivo VH1 mandò in onda Ain't No Other Man live.

## Scaletta del tour

### 2006-2007
Video Introduction: Intro/Back to Basics
1. Ain't No Other Man
2. Back in the Day
3. Understand
4. Come on Over (All I Want Is You)' (Jazz Version)
5. Slow Down Baby
6. Still Dirrty (contiene elementi di Can't Hold Us Down)

Video Interlude: I Got Trouble
1. Makes Me Wanna Pray
2. What a Girl Wants' (Reggae Version)
3. Oh Mother

Enter the Circus (interlude)
1. Welcome
2. Dirrty
3. Candyman
4. Nasty Naughty Boy
5. Hurt
6. Lady Marmalade

Video Interlude: Thank You
1. Beautiful
2. Fighter

### 2008
Video Introduction: Intro/Back to Basics
1. Ain't No Other Man
2. Back in the Day
3. Come On Over Baby (All I Want Is You)
4. What a Girl Wants

Video interlude: I Got Trouble
1. Dirrty
2. Candyman
3. Hurt
4. Lady Marmalade

Video Interlude: Thank You
1. Beautiful
2. Genie 2.0
3. Keeps Gettin' Better
4. Fighter

## Date del tour
| Data             | Città                | Stato               | Luogo di esibizione           |
| ---------------- | -------------------- | ------------------- | ----------------------------- |
|                  |                      |                     |                               |
| Europa           |                      |                     |                               |
| 17 novembre 2006 | Sheffield            | Regno Unito         | Hallam FM Arena               |
| 20 novembre 2006 | Belfast              | Regno Unito         | Odyssey Arena                 |
| 21 novembre 2006 | Dublino              | Irlanda             | Point Theatre                 |
| 23 novembre 2006 | Manchester           | Regno Unito         | Manchester Evening News Arena |
| 24 novembre 2006 | Newcastle            | Regno Unito         | Metro Radio Arena             |
| 26 novembre 2006 | Birmingham           | Regno Unito         | National Indoor Arena         |
| 29 novembre 2006 | Londra               | Regno Unito         | Wembley Arena                 |
| 30 novembre 2006 | Londra               | Regno Unito         | Wembley Arena                 |
| 2 dicembre 2006  | Rotterdam            | Paesi Bassi         | Ahoy                          |
| 3 dicembre 2006  | Anversa              | Belgio              | Sportpaleis Merksem           |
| 5 dicembre 2006  | Francoforte sul Meno | Germania            | Festhalle                     |
| 6 dicembre 2006  | Parigi               | Francia             | Bercy                         |
| 8 dicembre 2006  | Oberhausen           | Germania            | Oberhausen Arena              |
| 11 dicembre 2006 | Amburgo              | Germania            | Color Line Arena              |
| 13 dicembre 2006 | Stoccarda            | Germania            | Schleyerhalle                 |
| 14 dicembre 2006 | Zurigo               | Svizzera            | Hallenstadion                 |
| 16 dicembre 2006 | Vienna               | Austria             | Stadthalle                    |
| 17 dicembre 2006 | Praga                | Repubblica Ceca     | Sazka Arena                   |
| Nord America     |                      |                     |                               |
| 20 febbraio 2007 | Houston              | Stati Uniti         | Toyota Center                 |
| 21 febbraio 2007 | Dallas               | Stati Uniti         | American Airlines Center      |
| 23 febbraio 2007 | Omaha                | Stati Uniti         | Qwest Center                  |
| 24 febbraio 2007 | Kansas City          | Stati Uniti         | Kemper Arena                  |
| 26 febbraio 2007 | Denver               | Stati Uniti         | Pepsi Center                  |
| 28 febbraio 2007 | Phoenix              | Stati Uniti         | Jobing.com Arena              |
| 2 marzo 2007     | San Diego            | Stati Uniti         | iPayOne Center                |
| 3 marzo 2007     | Las Vegas            | Stati Uniti         | Mandalay Bay Events Center    |
| 5 marzo 2007     | Anaheim              | Stati Uniti         | Honda Center                  |
| 6 marzo 2007     | Los Angeles          | Stati Uniti         | Staples Center                |
| 9 marzo 2007     | Oakland              | Stati Uniti         | Oracle Arena                  |
| 10 marzo 2007    | San Jose             | Stati Uniti         | HP Pavilion at San Jose       |
| 12 marzo 2007    | Vancouver            | Canada              | General Motors Place          |
| 14 marzo 2007    | Edmonton             | Canada              | Rexall Place                  |
| 15 marzo 2007    | Calgary              | Canada              | Pengrowth Saddledome          |
| 17 marzo 2007    | Winnipeg             | Canada              | MTS Centre                    |
| 19 marzo 2007    | Saint Paul           | Stati Uniti         | Xcel Energy Center            |
| 23 marzo 2007    | New York             | Stati Uniti         | Madison Square Garden         |
| 25 marzo 2007    | Toronto              | Canada              | Air Canada Centre             |
| 26 marzo 2007    | Ottawa               | Canada              | Scotiabank Place              |
| 28 marzo 2007    | Montréal             | Canada              | Bell Centre                   |
| 30 marzo 2007    | Boston               | Stati Uniti         | TD Banknorth Garden           |
| 31 marzo 2007    | Atlantic City        | Stati Uniti         | Boardwalk Hall                |
| 2 aprile 2007    | Washington           | Stati Uniti         | Verizon Center                |
| 3 aprile 2007    | Filadelfia           | Stati Uniti         | Wachovia Center               |
| 5 aprile 2007    | East Rutherford      | Stati Uniti         | Continental Airlines Arena    |
| 7 aprile 2007    | Uniondale            | Stati Uniti         | Nassau Coliseum               |
| 9 aprile 2007    | Detroit              | Stati Uniti         | The Palace of Auburn Hills    |
| 11 aprile 2007   | Columbus             | Stati Uniti         | Nationwide Arena              |
| 13 aprile 2007   | Cleveland            | Stati Uniti         | Wolstein Center               |
| 14 aprile 2007   | Pittsburgh           | Stati Uniti         | Mellon Arena                  |
| 20 aprile 2007   | Milwaukee            | Stati Uniti         | Bradley Center                |
| 21 aprile 2007   | Chicago              | Stati Uniti         | Allstate Arena                |
| 24 aprile 2007   | Manchester           | Stati Uniti         | Verizon Wireless Arena        |
| 25 aprile 2007   | Providence           | Stati Uniti         | Dunkin' Donuts Center         |
| 27 aprile 2007   | Hartford             | Stati Uniti         | Hartford Civic Center         |
| 29 aprile 2007   | Baltimora            | Stati Uniti         | 1st Mariner Arena             |
| 2 maggio 2007    | Atlanta              | Stati Uniti         | Gwinnett Center               |
| 4 maggio 2007    | Tampa                | Stati Uniti         | St. Pete Times Forum          |
| 5 maggio 2007    | Ft. Lauderdale       | Stati Uniti         | BankAtlantic Center           |
| Asia             |                      |                     |                               |
| 18 giugno 2007   | Osaka                | Giappone            | Osaka Jo Hall                 |
| 20 giugno 2007   | Tokyo                | Giappone            | Nippon Budokan                |
| 21 giugno 2007   | Tokyo                | Giappone            | Nippon Budokan                |
| 23 giugno 2007   | Seul                 | Corea del Sud       | Arena Ginnica Olimpica        |
| 24 giugno 2007   | Seul                 | Corea del Sud       | Arena Ginnica Olimpica        |
| 26 giugno 2007   | Shanghai             | Cina                | Shanghai Grand Stage          |
| 28 giugno 2007   | Bangkok              | Thailandia          | Impact Arena                  |
| 30 giugno 2007   | Singapore            | Singapore           | Singapore Indoor Stadium      |
| 3 luglio 2007    | Hong Kong            | Cina                | AsiaWorld Arena               |
| 6 luglio 2007    | Manila               | Filippine           | Fort Bonifacio                |
| Australia        |                      |                     |                               |
| 13 luglio 2007   | Perth                | Australia           | Burswood Dome                 |
| 14 luglio 2007   | Perth                | Australia           | Burswood Dome                 |
| 17 luglio 2007   | Adelaide             | Australia           | Adelaide Entertainment Centre |
| 18 luglio 2007   | Adelaide             | Australia           | Adelaide Entertainment Centre |
| 20 luglio 2007   | Brisbane             | Australia           | Brisbane Entertainment Centre |
| 21 luglio 2007   | Brisbane             | Australia           | Brisbane Entertainment Centre |
| 24 luglio 2007   | Sydney               | Australia           | Acer Arena                    |
| 25 luglio 2007   | Sydney               | Australia           | Acer Arena                    |
| 27 luglio 2007   | Melbourne            | Australia           | Rod Laver Arena               |
| Europa           |                      |                     |                               |
| 20 ottobre 2008  | Kiev                 | Ucraina             | Sports Palace                 |
| 21 ottobre 2008  | Kiev                 | Ucraina             | Palace of Ukraine             |
| Asia             |                      |                     |                               |
| 24 ottobre 2008  | Abu Dhabi            | Emirati Arabi Uniti | Emirates Palace               |

## Il Cast
- Direttore Musicale: Rob Lewis
- Coristi: Erika Jerry, Sha'n Favors, Bell Johnson(solo in Europa), Sasha Allen(in Nord America e nel Pacifico)
- Chitarra: Tariqh Akoni (durante le tappe in Europa), Errol Cooney (durante le tappe in Nord America e nel Pacifico)
- Basso: Ethan Farmer
- Sassofono: Randy Ellis e Miguel Gandelman
- Tamburo: Brian Frasier Moore
- Tromba: Ray Monteiro
- Trombone: Garrett Smith
- Percussioni: Ray Yslas
- Ballerini: Tiana Brown, Kiki Ely, Paul Kirkland, Dres Reid, Gilbert Saldivar, Monique Slaughter, Nikki Tuazon, Marcel Wilson
- Coreografo: Jeri Slaughter
- Costumi: Roberto Cavalli
- Parrucchiere: Simone Orouche
- Trucco: Steve Sollitto
- Sponsores: Orange, Sony Ericsson, AEG Live